# Pallacanestro alla VII Universiade - Torneo maschile

La finale USA-URSS

Il torneo di pallacanestro maschile della VII Universiade si è svolto a Mosca, Unione Sovietica, nel 1973.
In finale, gli USA hanno battuto l'URSS per 75-67; nella finale 3º/4º posto il Brasile ha superato il Canada per 80-79.

## Classifica
Classifica finale
| -       | Paese            | Formazione |
| ------- | ---------------- | --- |
| Oro     | Stati Uniti      | Alvan Adams · Gus Bailey · Marvin Barnes · Willie Biles · Quinn Buckner · Tommy Burleson · Mitch Kupchak · Maurice Lucas · Kevin Stacom · David Thompson · Wally Walker · Melvin Weldom All.: Ed Badger |
| Argento | Unione Sovietica | Unione Sovietica universitariaArzamaskov, Belov, Bološev, Jadėška, Kovalenko, Korkia, Lušnenko, Myškin, Pavlov, Sak'andelidze, Salumets, Sidjakin, All. Vladimir Kondrašin                              |
| Bronzo  | Brasile          | |
| 4.      | Canada           | |
| 5.      | Bulgaria         | |
| 6.      | Cuba             | |
| 7.      | Jugoslavia       | |
| 8.      | Cecoslovacchia   | |
| 9.      | Israele          | |
| 10.     | Giappone         | |